# Pavel Morozov
Pour les articles homonymes, voir Morozov.
Pavel Trofimovitch Morozov, dit Pavlik Morozov (né le 14 novembre 1918 et mort le 3 septembre 1932 à Guerassimovka district de Turinsky, province de Tobolsk en URSS), est un écolier de l'Union soviétique érigé en icône du communisme, parce qu'il n'aurait pas hésité – selon le mythe – à dénoncer son père Trofim Morozov qui était un opposant à la collectivisation et représentant des koulaks et a été assassiné,. Son titre officiel était celui de « pionnier-héros numéro 001 de l’Union soviétique ».
Pavel a été assassiné avec son jeune frère et il s'est avéré que les auteurs étaient des membres de la famille de son père, contre lesquels il avait témoigné auparavant au tribunal. L'histoire de Pavlik Morozov a été très médiatisée en URSS. Des monuments ont été érigés à sa mémoire dans de nombreuses villes et camps de pionniers en Union soviétique.
La croyance selon laquelle l'arrestation du père de Pavlik était précisément due à la dénonciation du garçon a été réfutée plus tard par l'enquêteur impliqué dans le cas de Trofim lui-même. La raison de l'arrestation du père de Pavlik aurait été liée à l'arrestation de deux paysans en possession illégale de « timbres » (печа́ть) du Soviet du village de Gerasimov. Selon l'un des détenus, ces « timbres » leur avaient été vendus par le père de Pavlik, Trofim Morozov. Trofim a été condamné à dix ans d'exil. Lors d'une audience ultérieure, la mère de Pavlik a témoigné que Pavlik n'avait comparu que comme témoin et n'avait fait que confirmer la vente des timbres, et le juge avait qualifié le témoignage d'insignifiant.

## Biographie

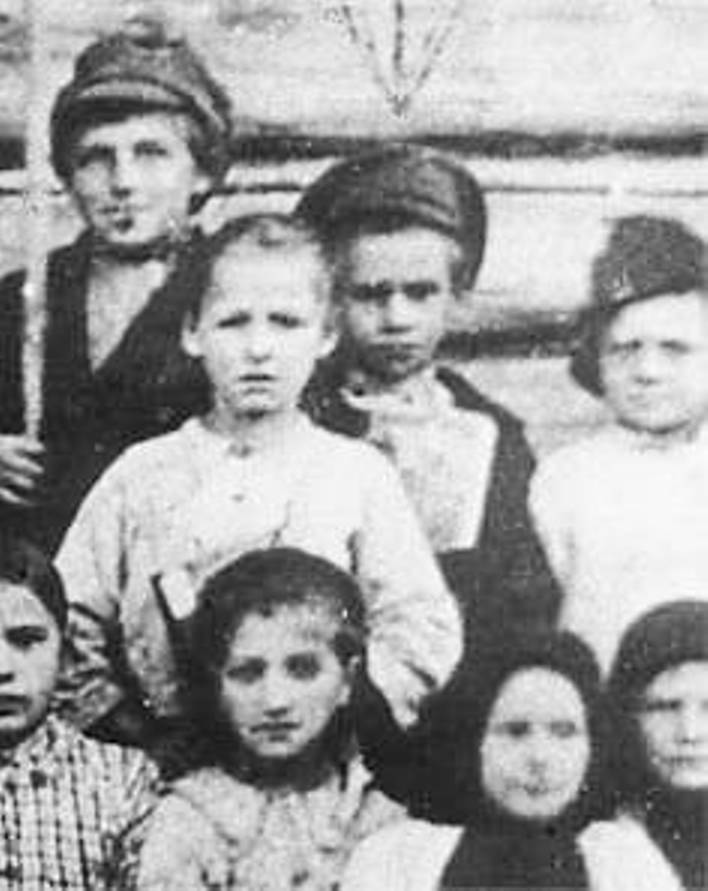
Pavlik Morozov (centre, casquette) avec des camarades de classe, avec sa cousine Danila Morozov (née en 1913) à gauche.

Pavel est né le 14 novembre 1918 et était l'aîné d'une famille de paysans du village de Guerassimovka dans la région des monts Oural, en Sibérie occidentale, à 60 km du centre de district Tavda. Il est le fils de de Trofim Sergeyevich Morozov et Tatiana Semenovna Baidakova. Surnommé durant sa vie « Pasha », Pavel n'est devenu Pavlik qu'après sa mort à l'instigation de la propagande soviétique.
Son père, Trofime Sergueïévitch Morozov, était chef de village. Il a disparu en déportation.
Sa mère s'appelait Tatiana Semionovna Morozova et avait des relations conflictuelles sinon avec son mari, du moins avec sa belle-famille. Prise en charge par l'État après l'affaire, elle reçut de Joseph Staline une pension ainsi qu'un logement en Crimée où elle mourut en 1983.
Le père était d'origine biélorusse et descendait des colons de Stolypin qui s'étaient installés à Gerasimovka depuis 1910. Pavlik était l'aîné de cinq enfants, il avait quatre frères : Georgiy (mort en bas âge), Fyodor (né le 22.07.1923), Alexei (né en 1922) et Roman (né en 1928).
Le père de Pavlik, ancien commandant junior de la guerre civile, avait été président du conseil du village de Gerasimov jusqu'en 1931. D'après les souvenirs des habitants, peu après avoir pris ce poste, Trofim Morozov a commencé à l'utiliser pour servir ses intérêts, ce qui est mentionné en détail dans l'affaire pénale engagée contre lui par la suite. Selon des témoins, Trofim a commencé à détourner des objets confisqués aux dépossédés. Il a également spéculé sur les certificats délivrés aux personnes dépossédées par les politiques de collectivisation forcée.
Très vite, le père de Pavel abandonne sa famille (sa femme et ses quatre enfants) et commence à cohabiter avec la voisine, Antonina Amosova. Selon les souvenirs de l'enseignant de Pavel, son père battait régulièrement sa femme et ses enfants, avant et après avoir quitté la famille. Le grand-père de Pavlik détestait également sa belle-fille, car elle ne voulait pas vivre avec lui dans le même foyer et insistait sur la séparation (en outre, Tatiana Morozova était une « étrangère », car venant d'un village voisin). Selon Alexei (le frère de Pavel), son père « n'aimait que lui-même et la vodka », il n'épargnait pas sa femme et ses fils, et encore moins les étrangers, auxquels il disputait « trois peaux pour des formulaires et des timbres ». « Les parents de mon père avaient le même sentiment à l'égard de la famille abandonnée par son père : Le grand-père et la grand-mère nous ont aussi été étrangers pendant longtemps. Ils ne nous ont jamais donné à manger, ils ne nous ont jamais accueillis. Le grand-père ne voulait pas que son petit-fils, Danilka, aille à l'école, et tout ce que nous avons entendu, c'est : "Tu seras le maître sans alphabétisation, et les chiots de Tatiana seront tes serviteurs." » Le grand-père de Pavlik, Sergey Morozov, était un personnage notoire et peu recommandable, il était gendarme avant la révolution (selon ses concitoyens, il travaillait comme surveillant dans une prison), et sa femme Ksenya était une voleuse de chevaux.
En 1931, son père, qui n'était plus en poste, est condamné à 10 ans de prison pour s'être « lié d'amitié avec des koulaks (hors-la-loi) lorsqu'il était en fonction, pour avoir dissimulé leurs fermes aux impôts et pour avoir facilité la fuite de villageois en leur vendant des faux-papiers pour qu'ils puissent quitter le Soviet du village ». Il est accusé d'avoir délivré aux dépossédés de faux certificats attestant de leur appartenance au conseil du village de Gerasimovsky, ce qui leur a permis de quitter le lieu d'exil. Trofim Morozov, alors qu'il était en prison, a participé à la construction du canal de la mer Blanche-Baltique et, après avoir travaillé pendant trois ans, il est rentré chez lui avec un ordre de travaux forcés, puis s'est installé à Tioumen.

## Contexte

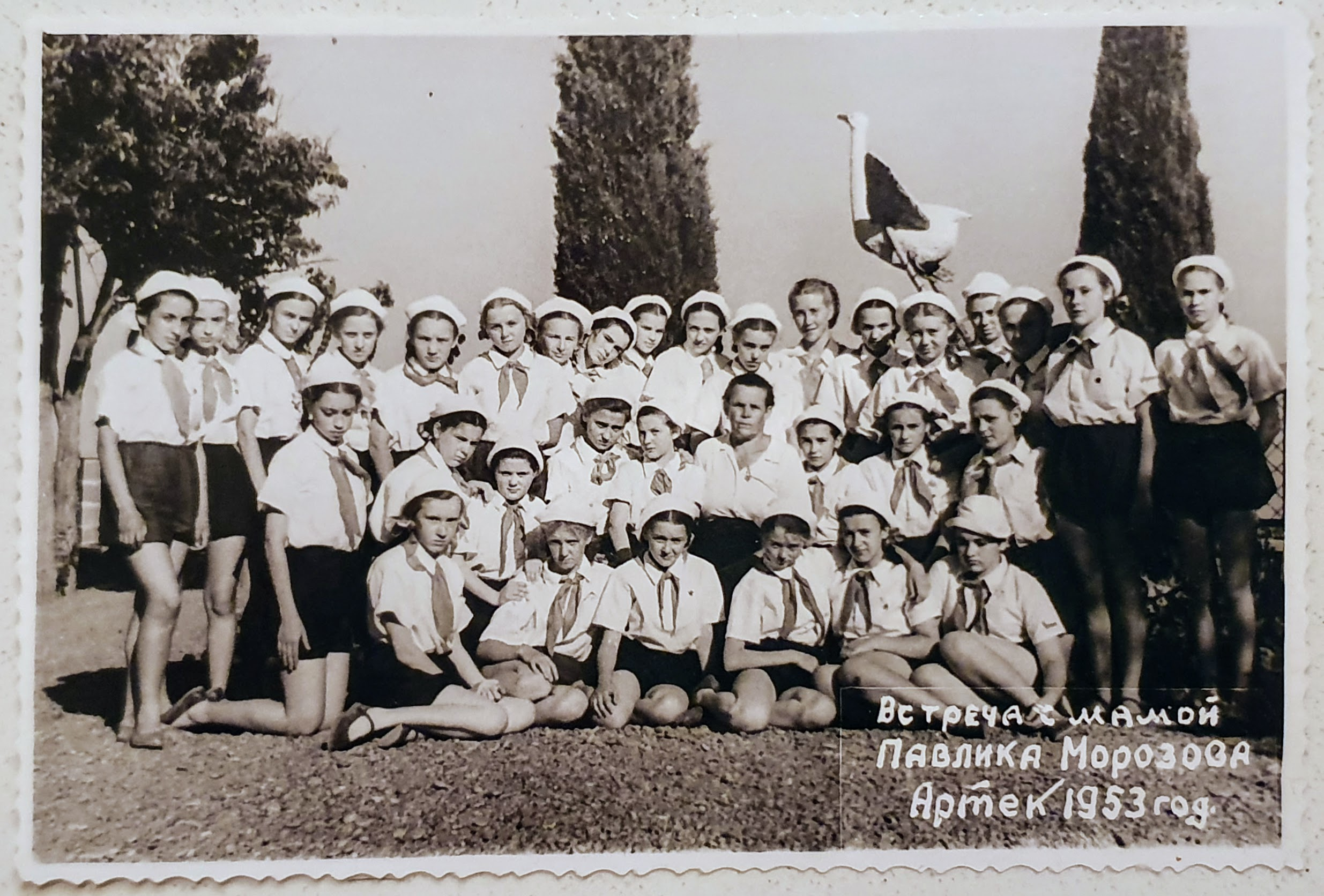
Tatiana Morozova lors d'une réunion avec des jeunes filles pionnières à Artek, 1953.

La mort du jeune Pavlik et l'utilisation politique de ce meurtre prennent place lors de la collectivisation forcée des terres, pendant la dictature de Joseph Staline de 1929 à 1933. Cette politique se caractérisait par des emprisonnements, des famines forcées, des confiscations, des exécutions et des déportations de masse en particulier contre les Koulak. Cette expression désigne à l'origine les fermiers propriétaires, même très modestes, mais la définition ne cessera de s'étendre jusqu'à designer toutes les personnes suspectées d'être opposées à la dictature stalinienne.

## Le mythe
Il était le premier enfant de paysans de la région des monts Oural, et chef d'une troupe de pionniers de son village.
Son père, Trofime Sergueïévitch Morozov, responsable du soviet local, était en relation avec des koulaks à une époque où la famine régnait et où les bolcheviks réquisitionnaient le grain. Pavel Morozov, sûr que son père dissimulait du grain (ou alors qu'il fournissait des faux-papiers à des koulaks pour qu'ils évitent l'exil), le dénonça à la police secrète. Celui-ci fut donc arrêté et déporté.
Mais des membres et relations de la famille, et notamment son grand-père paternel, Sergueï, lui en voulurent et se vengèrent en tuant le jeune pionnier à l'âge de 13 ans, ainsi que son frère Fedor de 10 ans. Ils furent arrêtés, jugés et exécutés en tant qu'ennemis du peuple.
Les autorités communistes firent de Pavel Morozov (Pavlik) un martyr et un héros ; elles le proposèrent en exemple aux pionniers et à la jeunesse de l'Union soviétique, lui dédiant des monuments, donnant son nom à des écoles, etc. Une statue à son effigie a été élevée à Moscou et un chant exaltait son histoire.
Pendant plus de soixante ans, Pavlik Morozov a été un exemple pour tous les enfants soviétiques : ils devaient consacrer leur existence à l’État, et non à leur propre famille. Pavlik a été utilisé comme un modèle : il s’agissait d’inciter les enfants à tenir informées les autorités du comportement de leurs parents. Une puissante vague de dénonciations s’est alors abattue sur l’ensemble du pays.
En droit pénal, on autorisait l’utilisation des témoignages d’enfants et de la dénonciation anonyme.
Le histoire de Pavel Morozov est à la base du film perdu Le Pré de Béjine de Sergueï Eisenstein (1964).

## La réalité
Pavlik n’avait jamais été pionnier. Avant son assassinat, il n’existait pas la moindre cellule de pionniers dans son village. Mais en affirmant que Pavlik avait été pionnier, l’État pouvait transformer les assassins, sa propre famille, en une bande de terroristes politiques.
En réalité, Pavlik était un simple petit paysan qui savait à peine lire et écrire, encore moins capable de lancer des slogans politiques élaborés.
À la suite d'un différend avec son grand-père, Pavel a vraiment dénoncé celui-ci aux autorités locales. Certes, dans les pièces du dossier criminel, il n'a été retrouvé aucun rapport de Pavlik Morozov contre son père. Il n’aurait donc pas commis l’acte dont on le rend aujourd’hui personnellement responsable , mais après la dénonciation de son grand père, son père a été  déporté à cause des dénonciations de son fils à l'encontre de sa famille.
Tous ceux qui ont été soupçonnés d’avoir commis le meurtre, y compris l’oncle et les grands-parents de Pavlik, ont été condamnés à mort. Les membres de la famille de Pavlik avaient été si atrocement torturés qu’ils n’étaient pas en état de se défendre. La condamnation à mort s'est faite sur quelques citations de Staline appelant à purger l'URSS de tous ses traitres, aucune preuve de leur culpabilité n'a été rapportée.
D'après Youri Droujnikov, qui a écrit une biographie de Pavlik Morozov, Le Mouchard 001, ou l'Assomption de Pavlik Morozov (Donostchik 001, ili Voznesenie Pavlika Morozova, Londres, 1987 ; Moscou, 1995 ; Ekaterinbourg, 2001), il est probable que cette histoire ait été montée de toutes pièces par les services secrets soviétiques pour la propagande.